# Lee Hi
Lee Hi, pseudonimo di Lee Ha-yi (이하이?, 李遐怡?, I Ha-iLR, Yi HaiMR; Bucheon, 23 settembre 1996), è una cantante sudcoreana.

## Biografia
Lee Hi è nata il 23 settembre 1996 a Bucheon, in Corea del Sud. Nel dicembre 2011, Lee Hi fece un provino per il programma per K-pop Star, e si posizionò come seconda classificata dietro Park Ji-min. Subito dopo fu scritturata alla YG Entertainment di Yang Hyun-suk.
Prima del debutto, recitò nel singolo It's Cold degli Epik High pubblicato l'8 ottobre 2012.

### 2012-2015:1, 2, 3, 4,First Love, BOM&HI e Hi Suhyun
Il 24 ottobre 2012, è stato annunciato che Lee avrebbe debuttato come artista solista con il nome d'arte Lee Hi, con il singolo digitale 1, 2, 3, 4, il 28 ottobre.
Il primo spettacolo musicale di Lee, avvenne al programma musicale  Inkigayo il 4 novembre, subito dopo aver vinto il suo primo premio musicale l'8 novembre al programma M Countdown. La canzone è stata la numero uno della Gaon Digital Chart mensile di novembre, guadagnandosi così il titolo di Canzone dell'anno - novembre dalla Gaon Chart K-Pop Award. Il singolo è stato citato come successo commerciale.
Dopo il successo del singolo di debutto, Lee il 22 novembre pubblicò un secondo singolo digitale scritto da Park Jin-young intitolato Scarecrow.
Il 2 marzo 2013 la YG rivelò che il primo album di Lee Hi, First Love sarebbe uscito in digitale il 7 marzo, composto da cinque brani, con il singolo It's Over, mentre l'album completo il 28 marzo. L'album contiene 10 tracce, trainato dal brano principale Rose . Lee iniziò le promozioni con il primo spettacolo di rimonta a K-pop Star 2 il 10 marzo.
Nel dicembre 2013, è stato rivelato che Lee Hi e Park Bom delle 2NE1 avrebbero debuttato come sottounità intitolata "B & H", un acronimo per BOM & HI. L'unità pubblicò il singolo digitale All I Want for Christmas Is You, una cover della canzone di Mariah Carey.
Nel novembre 2014 Lee Su-hyun degli AKMU e Lee Hi formarono una sottounità intitolata Hi Suhyun e pubblicarono il loro primo singolo I'm Different. Promossero la canzone ad Inkigayo il 16 novembre.
Nell'agosto 2015 è stato confermato che Lee Hi avrebbe pubblicato un nuovo album in studio.

### 2016–2018:Seoulitee debutto giapponese
Il 9 marzo 2016, Lee ha pubblicato l'album intitolato Seoulite con singoli di successo Breathe e Hold My Hand.
Lee ha iniziato le promozioni per entrambi i singoli a M! Countdown il 10 marzo. Il 20 aprile, Seoulite è stato pubblicato come album in studio con My Star come singolo principale. Tra le tracce, Lee ha partecipato alla scrittura e alla produzione della canzone Passing By.
A settembre 2016, Lee ha pubblicato il brano My Love e ha collaborato con gli Epik High all'OST Can You Hear My Heart per il dramma Dar-ui yeon-in - Bobogyeongsim ryeo.
A ottobre 2017, Lee ha partecipato al brano Here Come the Regrets degli Epik High. Il 21 marzo 2018, l'album di debutto giapponese di Lee Hi è stato pubblicato, imbarcandosi nel suo tour in Giappone.

### 2019-presente:24°Ce abbandono dalla YG
Il 15 gennaio 2019 Lee ha pubblicato il singolo digitale XI con Code Kunst, la traccia è stata cantata dal vivo per la prima volta al programma Dreaming Radio. Il 30 maggio dello stesso anno, ha pubblicato il primo EP 24℃. Il singolo principale, No One, ha debuttato alla 2ª posizione della Circle Chart. Lee ha ricevuto la sua prima vittoria in uno spettacolo musicale per il singolo ad M Countdown il 6 giugno. Il 31 dicembre lascia ufficialmente la YG Entertainment.
Nel giugno 2020, Lee si unì al cast per la quarta puntata di Begin Again dall'episodio 4 in poi. Il 23 luglio ha pubblicato il singolo Holo, firmando un contratto con la AOMG.

## Immagine pubblica
Il 9 marzo 2017, Lee collaborò con la famosa marca di cosmetici MAC Future Forward Collection, che creò un rossetto rosso in edizione speciale con il nome d'arte Lee Hi. Il rossetto venne distribuito in tutto il mondo nei rispettivi paesi. Il 28 luglio, Lee tenne un incontro con i fan con la. MAC al Lotte World Mall, a Seul. In collaborazione con MAC e la rivista, Marie Claire, il 15 ottobre Lee tenne un evento dove mostrò le sue canzoni e copertine di altri artisti.

## Discografia

### Album in studio
- 2013 – First Love
- 2016 – Seoulite
- 2018 – Lee Hi Japan Debut Album
- 2021 – 4 Only

### EP
- 2019 – 24℃

### Collaborazioni
- 2012 – It's Cold (Epik High feat. Lee Hi)
- 2013 – Special (Lee Hi feat. Jennie)
- 2013 – All I Want for Christmas Is You (Lee Hi feat. Park Bom)
- 2014 – I'm a Different (Lee Hi, Lee Su-hyun feat. Bobby)
- 2016 – Refrigerator (Gill feat. Lee Hi & Verbal Jint)
- 2016 – World Tour (Lee Hi feat. Mino)
- 2016 – Fxxk Wit Us (Lee Hi feat. Dok2)
- 2016 – Official (Lee Hi feat. Incredivle)
- 2016 – Video (Lee Hi feat. Bobby)
- 2016 – Like (Dok2 con Yoo Jaesuk feat. Lee Hi)
- 2016 – On & On (Dok2 feat. Lee Hi)
- 2016 – Up All Night (feat. Tablo)
- 2017 – X (CODE KUNST feat. Lee Hi)
- 2017 – Here Come The Regrets (Epik High feat. Lee Hi)

### Colonne sonore
- 2016 – Can You Hear My Heart (Epik High feat. Lee Hi) (Moon Lovers OST)
- 2018 – My Love (Golden Slumber OST)
- 2018 – Golden Slumber (Golden Slumber OST)